# Lasioglossum tadschicum
Lasioglossum tadschicum là một loài Hymenoptera trong họ Halictidae. Loài này được Blüthgen mô tả khoa học năm 1929.